# Serie 351 a 370 de CP
La Serie 351 a 370 fue un tipo de locomotora de tracción a vapor, utilizada por la Compañía de los Caminhos de Ferro Portugueses.

## Historia
Las locomotoras de esta serie fueron fabricadas entre 1911 y 1913 en Alemania, por la firma Henschel & Sohn. Debido a las elevadas velocidades que podían alcanzar y mantener, fueron adquiridas por la Compañía de los Ferrocarriles Portugueses para realizar los convoyes rápidos en la Línea del Norte, servicios que pronto operaron en exclusiva debido a sus prestaciones. Una de las locomotoras de esta serie ganó fama poco después del final de la Primera Guerra Mundial cuando remolcó, a una velocidad media de 110 km/h, un comboi especial entre Lisboa y Entroncamento, donde viajaba a bordo el general francés Joseph Joffre; debido a la naturaleza del recorrido, se estima que el comboi habría alcanzado velocidades punta de cerca de 130 km/h.
En mayo de 1911, la compañía ya contaba con una abundante experiencia con estas locomotoras, con excelentes resultados. En junio, ya estaban en servicio, remolcando los convoyes rápidos Oporto y Madrid, y el Sud Expresso.

## Características

### Descripción técnica
Esta serie se componía de 10 locomotoras con tender, numeradas de 351 a 370.
Fueron las primeras locomotoras en Portugal en utilizar el sistema compound, de 4 cilindros y vapor sobrecalentado. Eran del tipo Du Bousquet-De Glehn.

### Servicios
Entre los varios servicios remolcados por esta serie, se encontraban el Sud Expresso, y los convoyes rápidos en la Línea del Norte, como el Flecha de Plata.

## Ficha técnica

### Características generales
- Tipo de tracción: Vapor[5]
- Fabricante: Henschel & Sohn[1]
- Entrada en servicio: 1911-1913[1][2]